# Chulumani
Chulumani ist eine Landstadt im Departamento La Paz im südamerikanischen Anden-Staat Bolivien.

## Lage im Nahraum
Chulumani ist Sitz der Verwaltung der Provinz Sud Yungas und zentraler Ort des Municipio Chulumani. Die Ortschaft liegt auf einem Bergsporn in einer Höhe von 1753 m dreißig Kilometer westlich des Río Boopi, einem Quellfluss des Río Beni.

## Geographie
Chulumani liegt in den bolivianischen Yungas am Ostabhang des Hochgebirgsrückens der Cordillera Real. Das Klima ist ein typisches Tageszeitenklima, bei dem die mittlere Schwankung der Tagestemperaturen deutlicher ausfällt als die jahreszeitlichen Schwankungen.
Die mittlere Durchschnittstemperatur der Region liegt bei 21 °C (siehe Klimadiagramm Chulumani), die mittleren Monatswerte schwanken nur unwesentlich zwischen 18 °C im Juli und 22 °C im Dezember. Der Jahresniederschlag beträgt etwa 1150 mm, die Monatsniederschläge liegen zwischen etwa 20 mm in den Monaten Juni und Juli und mehr als 150 mm von Dezember bis Februar.

## Verkehrsnetz
Chulumani liegt in einer Entfernung von 129 Straßenkilometern östlich von La Paz, der Hauptstadt des gleichnamigen Departamentos.
Von La Paz führt die asphaltierte Nationalstraße Ruta 3 in nordöstlicher Richtung 60 Kilometer bis Unduavi, von dort zweigt die unbefestigte Ruta 25 in südöstlicher Richtung ab und erreicht nach 69 Kilometern Chulumani. Von dort führt sie weiter über die Ortschaften Inquisivi und Independencia (Ayopaya) und trifft nach 412 Kilometern bei Vinto auf die Ruta 4, die nach weiteren 15 km Cochabamba erreicht.

## Bevölkerung
Die Einwohnerzahl von Chulumani war in den vergangenen beiden Jahrzehnten deutlichen Schwankungen unterworfen und ist leicht rückläufig:
| Jahr | Einwohner | Quelle       |
| ---- | --------- | ------------ |
| 1992 | 2192      | Volkszählung |
| 2001 | 2724      | Volkszählung |
| 2012 | 2028      | Volkszählung |
| 2024 |           | Volkszählung |

Die Ortschaft weist einen hohen Anteil an Aymara-Bevölkerung auf.

## Persönlichkeiten
- Federico Román (1875–1943), General
- Federico Álvarez Plata (1916–2003), Politiker